# Вељка Вес
Вељка Вес (слч. Veľká Ves) насељено је мјесто са административним статусом сеоске општине (слч. obec) у округу Полтар, у Банскобистричком крају, Словачка Република.

## Становништво
| Година:    | 1994. | 2004.   | 2014.   | 2024.   |
| ---------- | ----- | ------- | ------- | ------- |
| Број људи: | 441   | 428     | 450     | 410     |
| Разлика:   |       | -2,94 % | +5,14 % | -8,88 % |

| Година:    | 2023. | 2024.   |
| ---------- | ----- | ------- |
| Број људи: | 406   | 410     |
| Разлика:   |       | +0,98 % |

Према подацима о броју становника из 2011. године насеље је имало 460 становника.